# Ian Hummer
Ian MacDonald Hummer (Vienna, 23 agosto 1990) è un cestista statunitense naturalizzato azero, professionista in Europa.
É il nipote di John Hummer, ex cestista in NBA.